# حكومة تونس
حكومة تونس  هي من أهم الأطراف في السلطة التنفيذية التونسية. تضبط الحكومة السياسة العامة للدولة، ويقودها رئيس الحكومة حسب دستور 2014. رئيس الحكومة يعينه رئيس الجمهورية التونسية باقتراح من الحزب ذي الغالبية في مجلس نواب الشعب. يختار رئيس الوزراء أعضاء حكومته، والذي أصبح يسمى منذ 2011 بتسمية رئيس الحكومة.
رئيس الحكومة يوسف الشاهد، قدم أعضاء حكومته في 26 أغسطس 2016، وبدأت أعمالها في 27 أغسطس 2016 ، ورئيس الحكومة الحالي الحبيب الجملي وأمامه مهلة لا تتجاوز 60 يوما بحسب ما ينص عليه الدستور التونسي لتقديم تشكيلة حكومته للبرلمان، شرط أن تنال ثقة غالبية 109 أصوات. وكلف الرئيس قيس سعيد حكومة يوسف الشاهد بتصريف الأعمال إلى حين تشكيل الحكومة القادمة.

## المكونات
كل أعضاء الحكومة يعينهم رئيس الجمهورية التونسية باقتراح من رئيس الحكومة وبعد موافقة مجلس نواب الشعب على قائمة الوزراء. كل حكومة تحتوي على:
- رئيس الحكومة: يعينه رئيس الجمهورية من الحزب ذو الأغلبية في مجلس نواب الشعب (يقدم الحزب أحد المرشحين).
- الوزراء: يقترحهم رئيس الحكومة وعددهم متغير حسب الوزارات الموجودة. وزير الدفاع ووزير الخارجية يتم تعيينهم بعد التشاور من رئيس الوزراء.
- كاتب الدولة: هو آخر وظيفة في التسلسل الوزراي. يعمل تحت إشراف وزير بعينه أو رئيس الحكومة.

## المهام
حسب الفصل 71 من دستور تونس 2014، فإن رئيس الحكومة يمارس السلطة التنفيذية مع رئيس الجمهورية التونسية. يضبط رئيس الحكومة السياسة العامة للدولة. من صلاحيته إنشاء وحذف الوزارات، وإقالة الوزراء وذلك بالتشاور مع رئيس الجمهورية فيما يخص وزيري الدفاع والخارجية. كذلك يمكنه إحداث أو تعديل أو حذف المؤسسات والمنشآت العمومية والمصالح الإدارية. يتصرف رئيس الحكومة في الإدارة، ويبرم الاتفاقيات الدولية ذات الصبغة الفنية. كل هذه المهام توزع بين الوزارات المختصة وتقع بالتشاور بينهم في اجتماع مجلس الوزراء. كل وزير يضبط سياسة وزارته بالتماشي مع السياسة العامة للحكومة، ولديه عدة سلطات تنفيذية في اتخاذ القرارت المخولة له، بالتشاور مع المعنيين من رئيس الحكومة والوزراء والمسؤولين.

### المراقبة وسحب الثقة من الحكومة والاستقالة
حسب الفصل 95 من الدستور، فإن الحكومة مسؤولة أمام مجلس نواب الشعب. من جهة أخرى، لكل عضو في مجلس نواب الشعب أن يتقدم بأسئلة شفاهية أو كتابية للحكومة.

يمكن تقديم لائحة لوم ضد الحكومة أو أحد أعضائها من قبل ثلث أعضاء مجلس نواب الشعب على الأقل. ويشترط لسحب الثقة نهائيا من الحكومة أو أحد أعضائها موافقة الأغلبية المطلقة من أعضاء المجلس.

استقالة رئيس الحكومة تعتبر استقالة لكل الحكومة حسب الفصل 98. يمكن لرئيس الحكومة أن يطرح حكومته على التصويت لنيل ثقة مجلس نواب الشعب.

## مجلس الوزراء

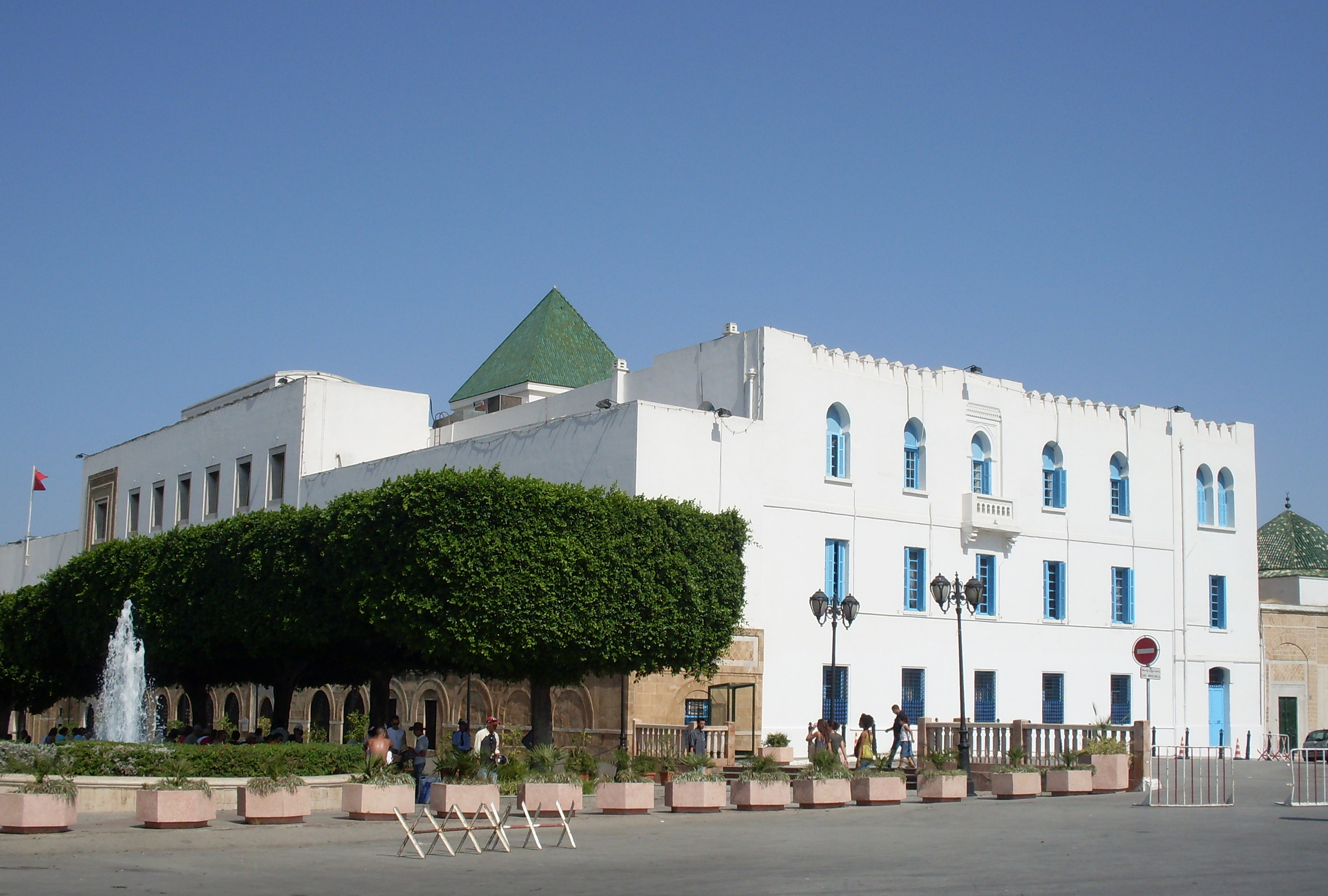
دار الباي أو قصر الحكومة بالقصبة، مقر الحكومة التونسية.

مجلس الوزراء هو اجتماع لكتاب الدولة والوزراء ورئيس الحكومة، عادة ما يعقد في دار الباي أو قصر الحكومة بالقصبة.

## الكاتب العام
الكتابة العامة هي هيئة جامعة في الحكومة. يشرف عليها الكاتب العام للحكومة الذي يعمل تحت إشراف رئيس الحكومة. مهمة الكاتب العام الأساسية هي ضمان التنظيم الإداري لعمل الحكومة، إعداد جدول أعمال مجلس الوزراء والمجالس الوزارية، وعدة أعمال إدارية أخرى.

## الناطق الرسمي
الناطق الرسمي مكلف بإعلام المواطنين التونسيين والعالم بكل جديد يخص الحكومة من أعمال وزيارات ومهمات وملخصات إجتماعات مجلس الوزراء، ويقوم بعد كل اجتماع وزراء بالتوجه بكلمة عبر التلفزيون الحكومي الوطنية 1 وعدة قنوات وإذاعات أخرى وطنية وعالمية.

## الحكومات التونسية

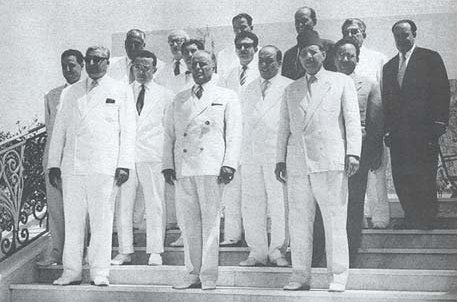
حكومة الحبيب بورقيبة الثانية، أول حكومة في العهد الجمهوري.

### تحت حكم الأمين باي
- حكومة الطاهر بن عمار: 7 أغسطس 1954 - 15 أبريل 1956.
- حكومة الحبيب بورقيبة الأولى: 15 أبريل 1956 - 25 يوليو 1957.

### تحت رئاسة الحبيب بورقيبة
- حكومة الحبيب بورقيبة الثانية: 25 يوليو 1957 - 7 نوفمبر 1969.
- حكومة الباهي الأدغم: 7 نوفمبر 1969 - 2 نوفمبر 1970.
- حكومة الهادي نويرة: 2 نوفمبر 1970 - 23 أبريل 1980.
- حكومة محمد المزالي: 23 أبريل 1980 - 8 يوليو 1986.
- حكومة رشيد صفر: 8 يوليو 1986 - 2 أكتوبر 1987.
- حكومة زين العابدين بن علي: 2 أكتوبر 1987 - 7 نوفمبر 1987.

### تحت رئاسة زين العابدين بن علي
- حكومة الهادي البكوش: 7 نوفمبر 1987 - 27 سبتمبر 1989.
- حكومة حامد القروي: 27 سبتمبر 1989 - 17 نوفمبر 1999.
- حكومة محمد الغنوشي الأولى: 17 نوفمبر 1999 - 17 يناير 2011.

### تحت رئاسة فؤاد المبزع
- حكومة محمد الغنوشي الثانية: 17 يناير 2011 - 27 فبراير 2011.
- حكومة الباجي قايد السبسي: 27 فبراير 2011 - 13 ديسمبر 2011.

### تحت رئاسة المنصف المرزوقي
- حكومة الباجي قايد السبسي: 13 ديسمبر 2011 - 24 ديسمبر 2011.
- حكومة حمادي الجبالي: 24 ديسمبر 2011 - 13 مارس 2013.
- حكومة علي العريض: 13 مارس 2013 - 29 يناير 2014.
- حكومة المهدي جمعة: 29 يناير 2014 - 31 ديسمبر 2014.

### تحت رئاسة الباجي قائد السبسي
- حكومة المهدي جمعة: 31 ديسمبر 2014 - 6 فبراير 2015.
- حكومة الحبيب الصيد: 6 فبراير 2015 - 27 أغسطس 2016.
- حكومة يوسف الشاهد: 27 أغسطس 2016 - 25 يوليو 2019.

### تحت رئاسة محمد الناصر
- حكومة يوسف الشاهد: 25 يوليو 2019 - 23 أكتوبر 2019.

### تحت رئاسة قيسسعيّد
- حكومة يوسف الشاهد: 23 أكتوبر 2019-27 فبراير 2020.
- حكومة إلياس الفخفاخ: 27 فبراير 2020-2 سبتمبر 2020.
- حكومة هشام المشيشي: 2 سبتمبر 2020- 25 يوليو 2021.
- حكومة نجلاء بودن : 11 أكتوبر 2021.
- حكومة أحمد حشاني : 2 أوت 2022.
- حكومة كمال المدوري: 8 أوت 2024
- حكومة سارة الزعفراني: 21 مارس 2025

## روابط خارجية
- الموقع الرسمي للحكومة.
- الموقع الرسمي لرئاسة الحكومة.